# Hamams in Ohrid

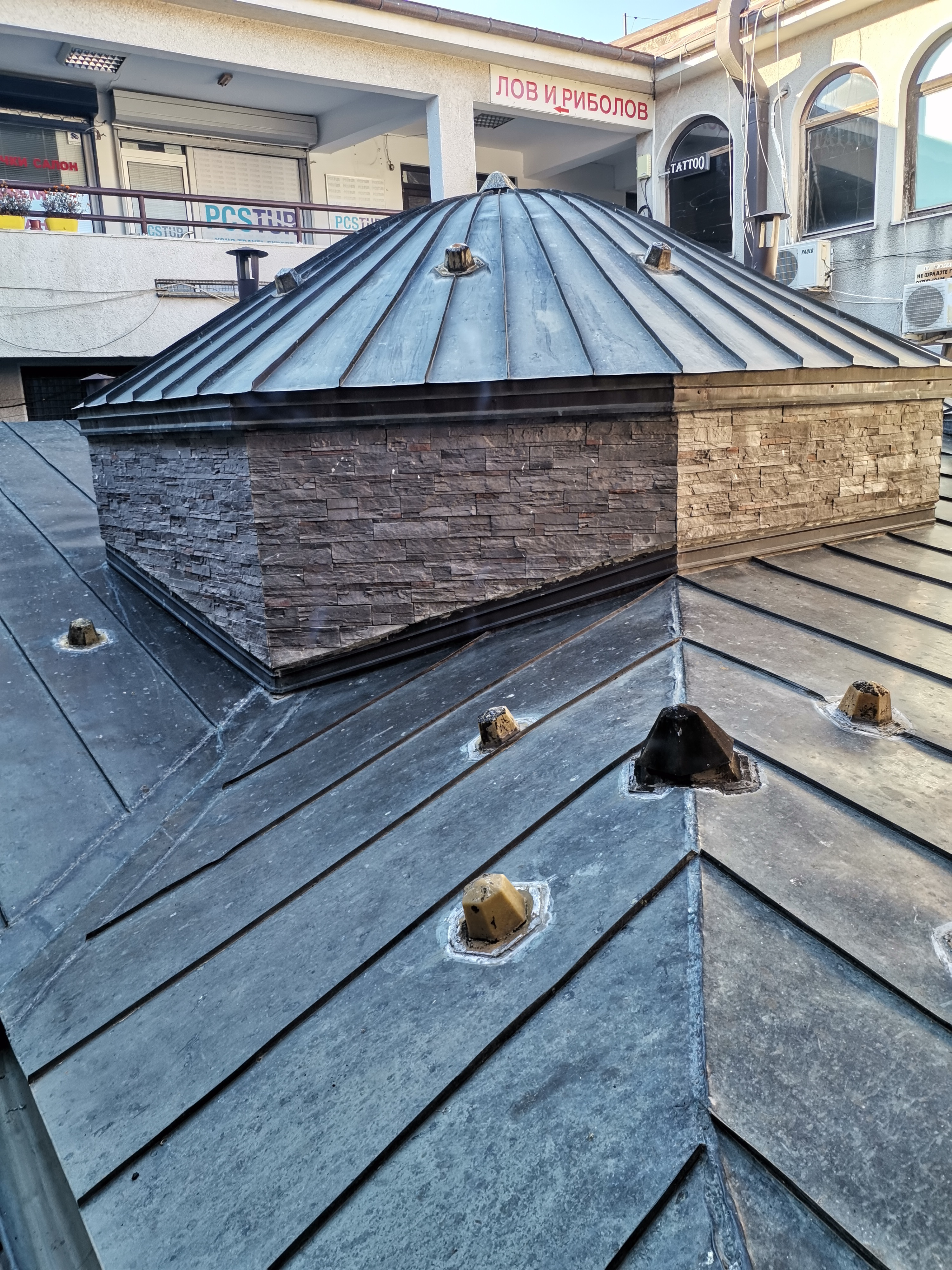
Blick über das Dach des Eski Hamams innerhalb des Besistans (2021)

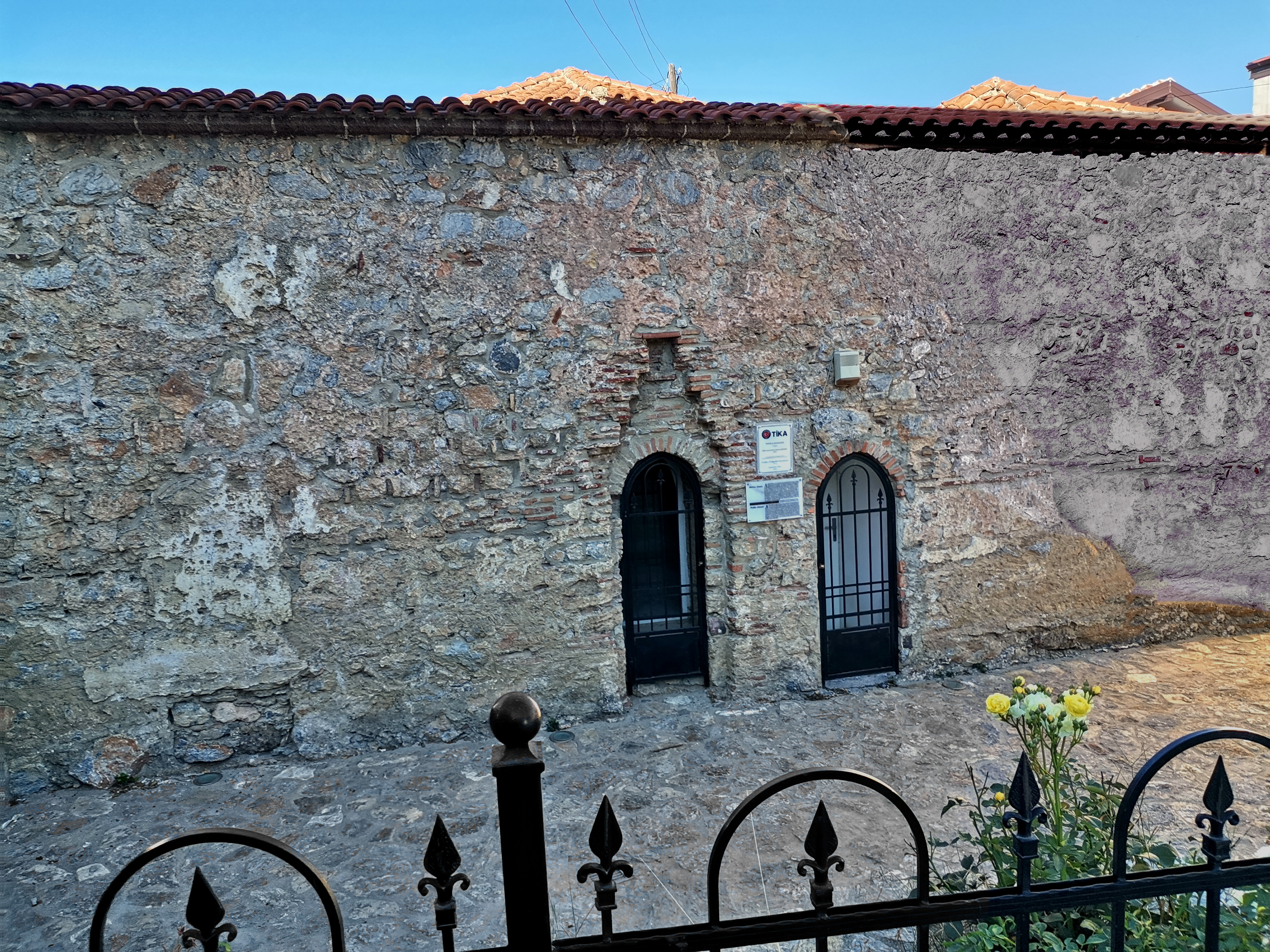
Frontseite des 2012 restaurierten Voska Hamams (2021)

Die Hamams in Ohrid sind frühere öffentliche Badehäuser, die wie Kasernen, Karawansereien, Moscheen und andere öffentliche Gebäude zum Stadtbild gehörten. In Ohrid entstanden sie, nachdem das Osmanische Reich die Stadt im heutigen Nordmazedonien zwischen 1385 und 1408 erstmals erobert hatte; das genaue Datum ist unbekannt. Damit begann die osmanische Periode in der Geschichte von Ohrid, und verschiedene Sultane, Paschas, Beys und andere Würdenträger bestimmten fortan die städtebaulichen Maßnahmen.
In Ohrid wurden zwei öffentliche Badehäuser gebaut, die heute denkmalgeschützt sind: Ein Hamam steht im Stadtteil Mesokastro und wird lokal Eski Hamam (türkisch für „Alter Hamam“) genannt. Ein anderer steht im Stadtteil Voska und ist nach dieser Mahalla benannt. Der türkische Schriftsteller und Reisende Evliya Çelebi besuchte 1670 das osmanische Ohri und nennt in seinem Reisebuch (Seyahatnâme) den Ohrizâde-Sinan-Çelebi-Hamam in Mesokastro und den Gazi-Hüseyin-Pascha-Hamam in Voska. Zudem soll es 77 weitere private Bäder in der Stadt gegeben haben.
Bäder gab es in der Vorgängerstadt Lychnidos indes schon in der Antike, als wohlhabende Römer balnea meritoria (Privatbäder) errichteten.

## Eski Hamam
Der Eski Hamam (41° 6′ 51,4″ N, 20° 48′ 1,1″ O; mazedonisch Ески амам Eski amam; albanisch Hamami i vjetër) ist das größere und war das am meisten benutzte der beiden Badehäuser in Ohrid, da es sich im belebten Basar-Stadtteil befand, an der Çelebi 1670 rund 150 Geschäfte zählte. Es wird von einem Besistan, der alten Markthalle, umschlossen und wird manchmal (nach Evliya Çelebi) Ohrizâde-Sinan-Çelebi-Hamam (nach der örtlichen Adelsfamilie der Ohrizâde und dessen Würdenträger Sinan Çelebi, gestorben 1493) genannt. Die genaue Bauzeit der Badeanlage ist unbekannt.
Es steht gleich neben der heutigen Promenade (bekannt als Čaršija/Çarshia, Korzo oder Pazar). Weiter nördlich die Promenade hinauf stehen die Ali-Pascha- und die Tekke-Moschee.
1989 wurde der Hamam restauriert, wobei das Äußere stark verändert wurde. Das Bad wurde bis in die 1970er Jahre als solches genutzt; eine Zeit lang beherbergte es eine Kunstgalerie.

## Voska Hamam
Der Voska Hamam (41° 7′ 5,7″ N, 20° 47′ 32,9″ O; mazedonisch Воска амам Voska amam; albanisch Hamami i Voskës) oder Gazi-Hüseyin-Pascha-Hamam ist das kleinere Badehaus und steht an der alten Straße von Ohrid nach Struga gleich nördlich des Festungshügels im Stadtteil Voska. Auf der anderen Straßenseite steht die Emin-Mahmud-Moschee, womit Badeanlage und Gotteshaus gewissermaßen das „Tor“ zur damaligen osmanischen Altstadt bildeten. Der Straße Richtung Struga folgend erreicht man zudem die Kuloğlu-Moschee. Ob der Hamam eine Verbindung zum osmanischen Großwesir Gazi Hüseyin Pascha hatte, ist unklar. Der Voska Hamam ist der einzige Hamam von Ohrid, der in seiner ursprünglichen Form erhalten ist.

### Geschichte
Der Hamam entstand wahrscheinlich in der ersten Hälfte des 17. Jahrhunderts und fällt damit in die Zeit der Weiberherrschaft.
Nach dem Fall des osmanischen Reiches war das Gebäude verlassen und diente als Müllhalde für die örtliche Bevölkerung.
2012 wurde das Badehaus (mithilfe des TİKA) in restaurierter Form und als Museum eröffnet.

### Architektur
Baukünstlerisch lässt sich das Bad dem klassisch-osmanischen Stil zuordnen, der stark von der byzantinischen Architektur geprägt war. Seine Ähnlichkeit mit der Ohrider Hagia Sophia, der Klosterkirche St. Naum, der Klimentskirche oder der Johanneskirche von Kaneo ist deutlich zu erkennen.

#### Äußeres
Durch ein kleines Gittertor gelangt man vom Bürgersteig in den gepflasterten und ummauerten Hof, in dessen rechter Ecke zur Straße hin sich ein Hochbeet befindet. Der Hof und das Fundament des Hamams liegen heute etwa zwei Meter unter dem Niveau der Straße „Goce Delčev“, die zu jugoslawischer Zeit erneuert und über dem Körper der alten Straße errichtet wurde.
Das Badehaus hat an dieser Frontseite mit schlichter Blendfassade zwei Eingänge. Bei beiden öffnet man zuerst eine Sturmgittertür, um dann durch eine Holztür ins Innere des Gebäudes einzutreten. Über dem linken Eingang ist ein Blendspitzbogen in die Mauer eingehauen, worin wohl früher dekorative Elemente eingebaut waren.
Der Voska-Hamam besteht aus einem quadratischen Zentralbau, auf dessen Dach vier achteckige Tambouren mit tiefem Zeltdach stehen. Ein großer Tambour überwölbt die Mitte des Zentralbaus und zwei kleinere Tambouren stehen nordöstlich daneben.
Zur Straße hin ist dem Zentralbau ein schmaler Vorbau angeschlossen. Über dem südlichen Vorbauteil steht ein vierter Tambour, der kleiner als der Haupttambour, aber größer als die zwei anderen ist. Alle Tambouren sind fensterlos.
Der Hamam besteht aus grobem Stein und Mönch-und-Nonne-Ziegeln.

#### Inneres
Das von Frauen und Männern abwechselnd an verschiedenen Tagen besuchte Bad besteht aus drei funktionalen und miteinander verbundenen Elementen: Zuerst gelangte man in den camekân (entspricht dem griechisch-römischen Apodyterion), wo sich die Badegäste umziehen konnten. Anschließend betrat man den überwölbten, 3 mal 6,5 Meter großen soğukluk (Frigidarium). Danach ging es in den warmen ılıklık (Tepidarium), in dem sich die Badenden auf die Hitze im nächsten Raum vorbereiteten. Neben dem ılıklık sind kleinere kreuzgewölbte Toilettenräume zu finden. Im sıcaklık (Caldarium) schließlich wurde rege geschwitzt; dieser Raum besteht aus drei Iwans, drei Tonnengewölben, die mit Muqarnas geschmückt sind. Beliebte Motive sind Rosetten, Davidsterne (als islamische dekorative Elemente) und Sanduhren. Im zentralen Teil, der vom achteckigen Haupttambour überwölbt wird, gibt es eine erhöhte Steinplattform (göbektaşı), die zur Erholung, Unterhaltung und für Massagen diente. Dem sıcaklık sind fünf kleinere private Baderäume angeschlossen, in denen verzierte Brunnen aus Marmor stehen.
Das Badehaus mit einer Grundfläche von 172 Quadratmetern wurde von einem Hypokaustensystem beheizt. Der Boden besteht aus Steinplatten, während die Bänke und Wände mit Kacheln verkleidet sind.

## Bedeutung
Hamams spielten im Alltagsleben der osmanischen Stadt eine zentrale Rolle und waren ein wesentliches Merkmal der Kultur des Osmanischen Reichs. In ihnen wusch und reinigte man sich gründlich, denn Reinlichkeit steht im Islam im Mittelpunkt. Eine der fünf Säulen des Islam ist das Gebet (Salāt). Um es verrichten zu können, muss man im Zustand der Tahāra sein. Ihn erreicht man durch die große oder kleine rituelle Waschung – Ghusl und Wudū'. Es liegt auf der Hand, dass die Hamams unter anderem für die große rituelle Waschung genutzt wurden, da sich in der Nähe der Badehäuser stets Moscheen befanden, beim Eski Hamam die Tekke-, die Ali-Pascha- und die (heute abgerissene) Hadschi-Kasim-Moschee, beim Voska Hamam die Emin-Mahmud- und die Kuloğlu-Moschee.